# Cattleya patrocinii
Cattleya patrocinii är en orkidéart som beskrevs av St.-lég. Cattleya patrocinii ingår i släktet Cattleya och familjen orkidéer. Inga underarter finns listade i Catalogue of Life.